# Reformierte Kirche (Dresden)

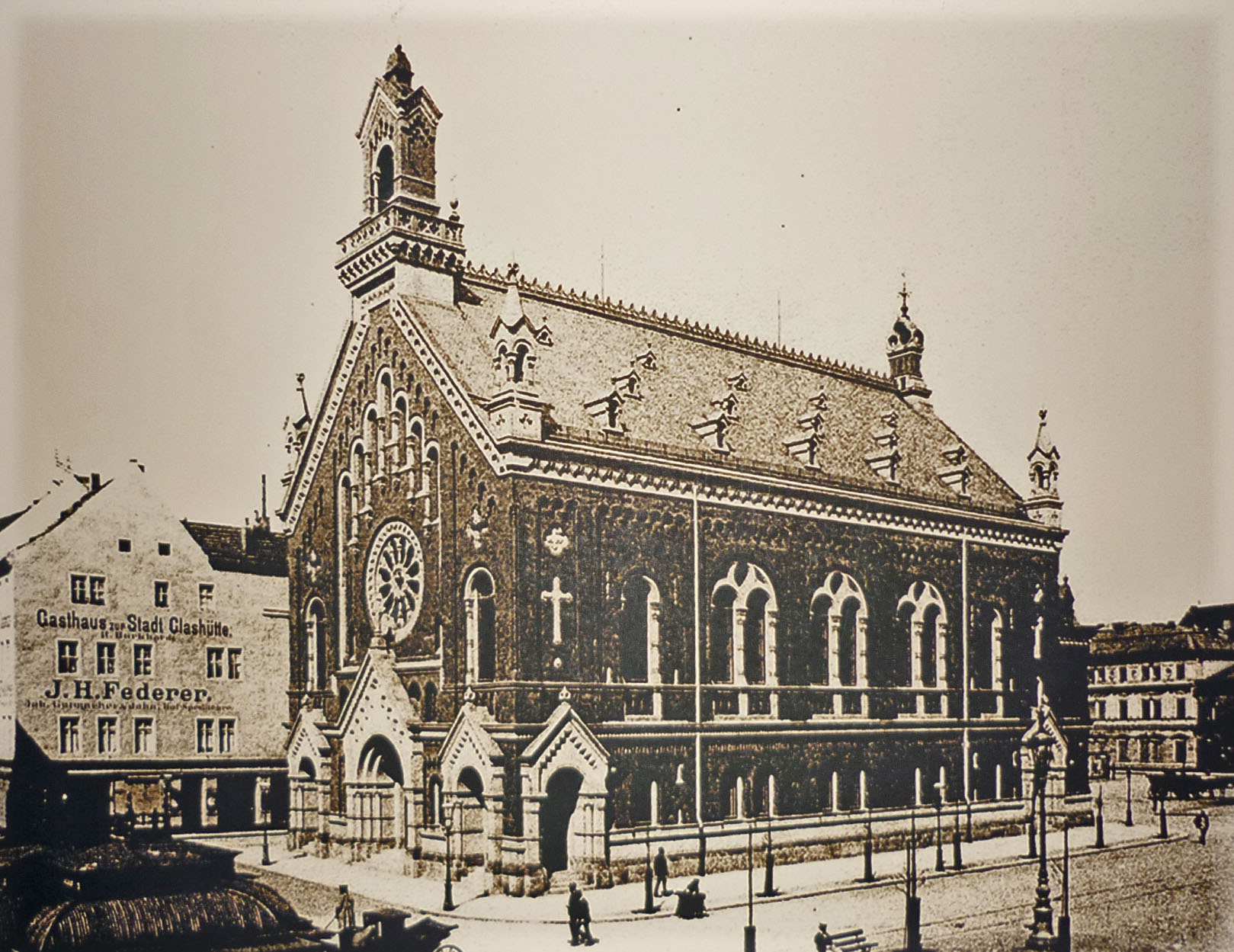
Die ehemalige Ev.-Ref. Kirche zu Dresden

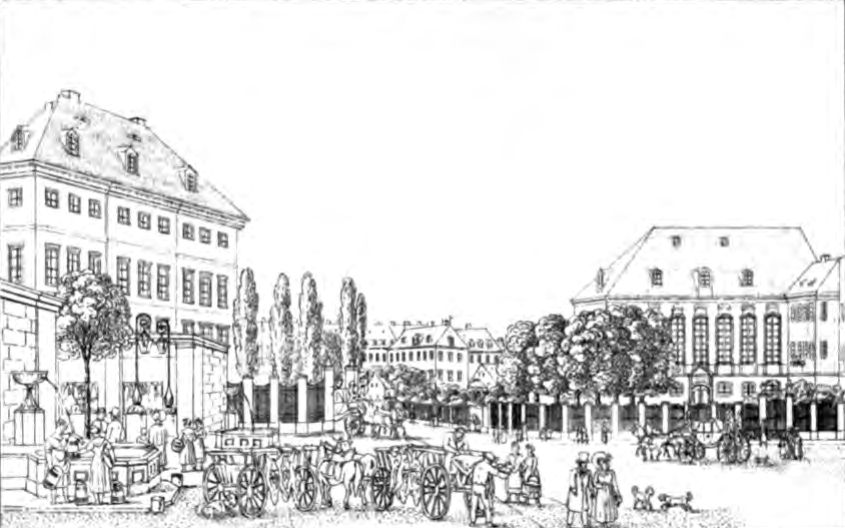
Das erste Kirchengebäude um 1820 (rechts)

Die Reformierte Kirche war das zweite Kirchengebäude der evangelisch-reformierten Gemeinde zu Dresden. Sie befand sich am Friedrichsring (ehemals Ringstraße 17 b) in der Altstadt. Die 1892–1894 nach Plänen von Harald Julius von Bosse im Stil der Neoromanik erbaute Kirche brannte 1945 bei den Luftangriffen auf Dresden aus, wurde in der Nachkriegszeit erst als provisorische Notkirche, danach als Kabarettspielstätte benutzt und 1963 gesprengt.

## Geschichte

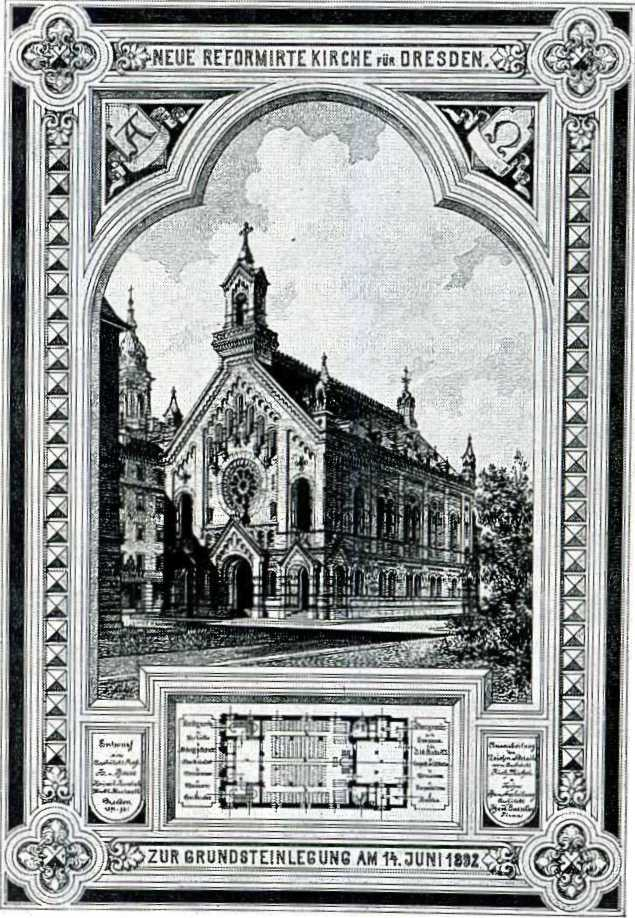
Erinnerungsblatt zur Grundsteinlegung der neuen (zweiten) Reformierten Kirche in Dresden 1892

Eine evangelisch-reformierte Gemeinde hugenottischer Glaubensflüchtlinge gab es in Dresden schon im 17. Jahrhundert. Die französische Gemeinde wurde Mitte des 18. Jahrhunderts deutsch-französisch und in der ersten Hälfte des 19. Jahrhunderts deutsch.
Am 16. August 1764 erhielt die Gemeinde die Erlaubnis zum Bau eines „Bethauses für die private Religionsausübung“ in der Kreuzgasse. Das von Samuel Locke entworfene erste Kirchengebäude wurde ab 1767 für Gottesdienste genutzt. Im Zuge der Planungen für den Bau eines neuen Rathauses sollte die Kirche abgebrochen werden. Die Gemeinde erhielt als Ausgleich ein nahegelegenes Grundstück auf den früheren Befestigungsanlagen am heutigen Dr.-Külz-Ring.
Die neue Kirche wurde vom Architekten Harald Julius von Bosse, der ein Glied der Kirchgemeinde war, geplant und ausgeführt. Der Grundstein wurde am 14. Juni 1892 gelegt, der Eröffnungsgottesdienst fand am 7. März 1894 statt – drei Tage vor dem Tod des Erbauers. Danach erfolgte der Abbruch der alten Kirche.
Bei den Luftangriffen auf Dresden am 13. Februar 1945 brannte der Sakralbau aus. Er erhielt 1947/1948 ein Behelfsdach und konnte 1948 als Notkirche zum Weihnachtsgottesdienst wieder genutzt werden, die ständige Nutzung begann im Februar 1949. Bereits 1947 gab der neue Stadtbaudirektor Hans Wermund eine Liste für den Bericht über die Veröffentlichung der kulturellen Zerstörungen in ganz Deutschland heraus; in der darin enthaltenen Aufstellung der Baudenkmale wurde die Ruine der Reformierten Kirche trotz ihres guten Erhaltungszustandes als vernichtet eingestuft. Ein möglicher Grund hierfür war, dass die Rekonstruktion der Reformierten Kirche „als aussichtslos galt“.

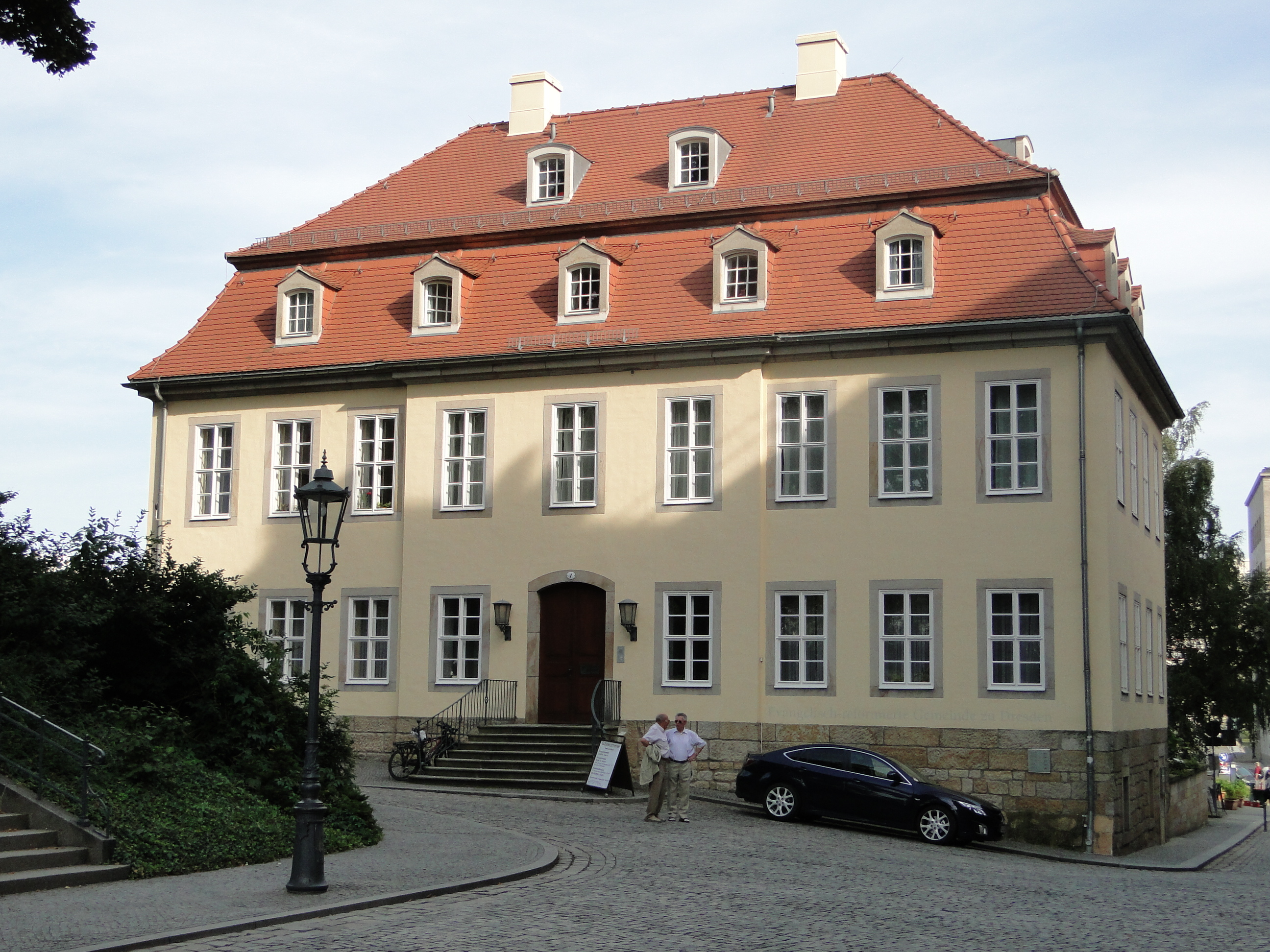
Das wiederaufgebaute Hofgärtnerhaus am Ende der Brühlschen Terrasse ist seit 1956 die (dritte) Kirche der Gemeinde.

Infolge der Luftangriffe brannte auch das Hofgärtnerhaus am Ende der Brühlschen Terrasse aus. Dessen Wiederaufbau fand unter Leitung des Gemeindegliedes Heinrich Rettig statt. Die Gemeinde zog 1956 in dieses Gebäude um.
Die seit 1956 leerstehende Kirchruine wurde 1961 der Kabarettgruppe Die Herkuleskeule als Spielstätte zugewiesen, in der sie noch im gleichen Jahr auftrat. Als die Ruine zum Abbruch vorgeschlagen wurde, ließ Oberbürgermeister Gerhard Schill sich im August 1962 die Vorschläge der Stadt für den Abbruch vom Büro der SED-Bezirksleitung bestätigen. Kosten in Höhe von 90 000 Mark wurden für den Abbruch veranschlagt, der 1963 erfolgte. Die Herkuleskeule bezog 1965 das Haus am Sternplatz 1, die Neubebauung des Grundstücks am Dr.-Külz-Ring begann 2008.

## Beschreibung

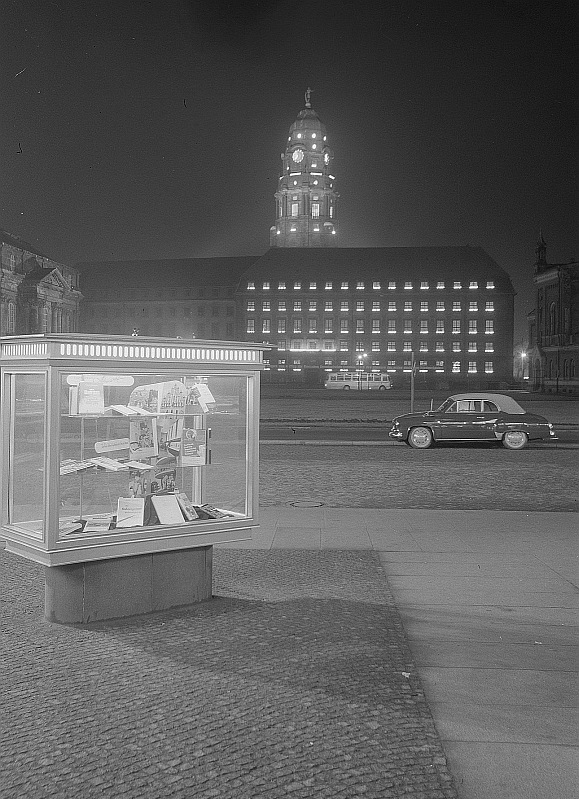
Reformierte Kirche am rechten Bildrand, 1958

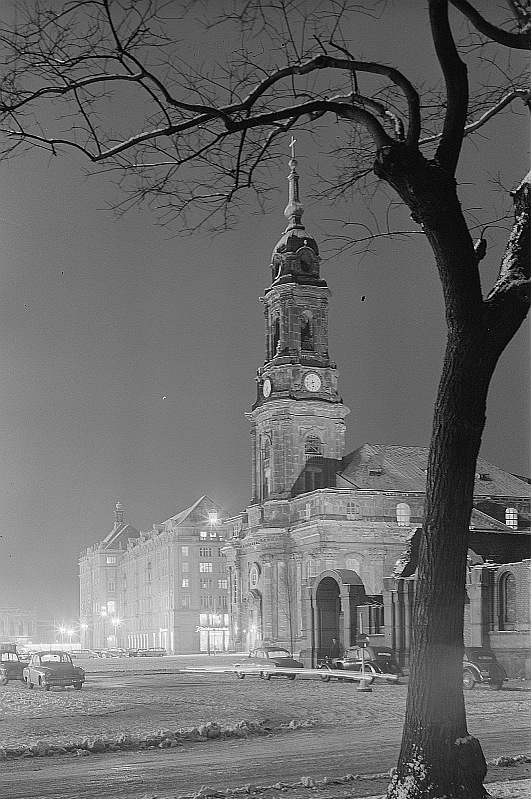
Reformierte Kirche im Abriss (am rechten Bildrand)

Der zweite Sakralbau der Reformierten Kirche war ein auf einem rechteckigen Grundriss erbauter Backsteinbau und hatte als oberen Abschluss ein Satteldach. Darauf befand sich ein Dachreiter mit Glockenstuhl an der Westfassade. Auf einem hohen Sockelgeschoss erhob sich die Fassade der Kirche, die eine Lisenengliederung aufwies. Sowohl die Portale als auch die Fenster und der Fries zeigten Rundbögen.

## Orgeln

### Erste Orgel (1772–1894)
Die Reformierte Kirche erhielt 1772 eine Orgel der Silbermann-Schüler David Schubert (1688–1757) und Adam Gottfried Oehme (1718–1789). Das Instrument verfügte über elf Register auf einem Manual und Pedal. Nach dem Abbruch der Alten Reformierten Kirche 1894 wurde deren Orgel nach Mahlis verkauft und ist in der dortigen Kirche erhalten.

### Sauer-Orgel (1894–1945)
Die im Stil der Hochromantik gebaute Orgel kam 1894 von Sauer aus Frankfurt (Oder). Sie hatte 34 Register, verteilt auf zwei Manuale und das Pedal. Aus Unzufriedenheit über das Klangbild gab es 1913 Verhandlungen mit Gebr. Jehmlich (Dresden) über einen Umbau, der Kriegsbeginn im darauffolgenden Jahr vereitelte die Umsetzung. Pläne für einen Ersatz im Jahr 1939 kamen nicht zur Umsetzung. Bei der Bombardierung Dresdens wurde die Orgel zerstört.
Die Disposition der Sauer-Orgel lautete wie folgt:
| I Manual C–f3    |            |            |
| Bordun           | 16′        |            |
| Principal        | 8′         |            |
| Gedackt          | 8′         |            |
| Flûte Harmonique | 8′         |            |
| Quintatön        | 8′         |            |
| Gamba            | 8′         |            |
| Dolce            | 8′         | [ Anm. 1 ] |
| Gemshorn         | 8′         |            |
| Octave           | 4′         |            |
| Rohrflöte        | 4′         |            |
| Rauschquinte II  | 2 ⁄3′ + 2′ |            |
| Cornett III–IV   |            |            |
| Mixtur III       | 2′         |            |
| Trompete         | 8′         |            |

| II Manual C–f3    |     |            |
| Lieblich Gedackt  | 16′ |            |
| Principal Amabile | 8′  |            |
| Zartgedackt       | 8′  |            |
| Konzertflöte      | 8′  |            |
| Salicional        | 8′  |            |
| Aeoline           | 8′  |            |
| Voix Céleste      | 8′  |            |
| Schalmei          | 8′  | [ Anm. 2 ] |
| Flauto Dolce      | 4′  |            |
| Fugara            | 4′  |            |
| Flautino          | 2′  |            |
| Progressio II–III |     |            |

| Pedal C–d1   |     |            |
| Principalbaß | 16′ |            |
| Subbaß       | 16′ |            |
| Fugarabaß    | 16′ |            |
| Violonbaß    | 16′ |            |
| Octavbaß     | 8′  |            |
| Gedacktbaß   | 8′  |            |
| Cello        | 8′  | [ Anm. 3 ] |
| Posaune      | 16′ |            |

Anmerkungen
1. ↑  ab 1937: Cimbel II 1 1⁄3′ (Jehmlich)
2. ↑  labial
3. ↑  ab 1937: Octavbaß 4′ (Jehmlich)

### Jehmlich-Orgel (1949)
Nach vielen Eigenleistungen und der Bergung von Kupfer und Zink aus den Trümmern konnte die Gemeinde ab November 1949 eine neue Jehmlich-Orgel nutzen – die erste neue Orgel Dresdens seit Kriegsende. Dieses Bach-Orgel genannte Instrument wurde 1957 bis 1964 leihweise im Tausch gegen eine kleinere Orgel an die Kreuzkirche gegeben.